# Morelia
Morelia er en by i det centrale Mexico og den administrative hovedstad i delstaten Michoacán de Ocampo. Byen blev grundlagt den 18. maj 1541. Morelia har været på UNESCOs Verdensarvsliste siden 1991. Tidligere hed byen Valladolid opkaldt efter byen i Spanien med samme navn. Det nuværende navn er efter José María Morelos, en nationalhelt fra den mexikanske uafhængighedskrig.